# يايا شريفدينوف
يايا شريفدينوف (1894، فيودوسيا - 1975) - ملحن وموسيقي وشاعر تتار القرم.

## طريق الحياة
ولد يايا شريفدينوف عام 1894 في فيودوسيا، وكان يحب الأغاني الشعبية منذ الطفولة وتعلم العزف على الكمان مبكرًا. بعد تخرجه من المدرسة، درس في مسقط رأسه، وفي عام 1921 كان محظوظًا بما يكفي لمقابلة الموسيقي الشهير  في. سبندياروف، الذي سمع زخارف الكمان لألحان تتار القرم التي يؤديها موسيقي شاب موهوب، نصحه بمواصلة دراساته الموسيقية. في وقت لاحق، دخل يايا شريفدينوف معهد موسكو الموسيقي، وفي عام 1931 تخرج بنجاح منه.
يعود يايا إلى المنزل على الفور ويعمل كرئيس لقسم الموسيقى في إذاعة القرم. في 1937-1938، أصبح المدير الفني لمسرح الدراما الحكومية التتار القرم في سيمفيروبول. خلال هذه الفترة، كتب شريفدينوف موسيقى مسرحية يوسف بولات "إيشيلغين تيشلر" ( "كل هو الذي يعمل" )، و "عليم إدماك" ( "عليم" )، والكوميديا الموسيقية "أرزي عز'" ( مع الياس بخشيش ). كتب جناح الكورال "Yuzyuk oyn irlari" ( "أغنية للرقص مع خاتم الزواج" )، وكذلك "جناح القرم" للأوركسترا السيمفونية. كتب شريفدينوف أعمالًا من مختلف الأنواع، بما في ذلك كانتاتا "يانجير"، وأجنحة لأوركسترا سيمفونية، والعديد من العروض الموسيقية الكوميدية - "أين أنت يا حبي" كان الأكثر شهرة بينهم.
لكن المكان الرئيسي في النشاط الإبداعي لـ ياي شرفدينوف احتلته مجموعة الأغاني الشعبية. نُشرت مجموعته الصغيرة الأولى في شبه جزيرة القرم عام 1925، ثم نُشرت مجموعة أخرى ضمت بالفعل أكثر من 100 أغنية، وفي عام 1935 - تم إصدار المجموعة الثالثة. استطاع المؤلف تقديم أغاني تتر القرم بشكل كامل في المجموعة التي نُشرت بعد ذلك بكثير، في عام 1978 في طشقند، بعنوان "أصوات خيتارما". يضم أكثر من 350 أغنية شعبية ولحن رقص وأساطير موسيقية. ومع ذلك، لم يعد يايا شريفدينوف قادرًا على رؤية هذه المجموعة ( أغنية البجعة الخاصة به )، حيث وافته المنية في عام 1975.

## مكاسب
- في عام 1940، حصل على لقب الفنان المكرم من القرم ASSR
- في عام 1971، حصل على لقب الفنان المحترم لجمهورية أوزبكستان الاشتراكية السوفياتية.

## الأدب
- بار يرلاري. - طشقند : إدبيات وسانيات نشر، 1969. - 18 ص.
- الموسيقيون التتار القرغيميون والفنانون الشعبيون الوطنيون // يلدز. - 1988. - رقم 6. - ص 3-10.
- نصوص من كتاب "صوت خيطارما! »// التاريخ العرقي والثقافة التقليدية للسكان القدامى في شبه جزيرة القرم. الفصل الأول - سيمفيروبول : تافريا بلس، 2004. - ص 700-712.
- هذا المرسم // يلدز. - 1989. - رقم 2. - ص 112 - 114.
- نالباندوف، إي. الملحن يايا شريفدينوف // يلدز. - 1983. - رقم 1. - ص 137 - 141.